# イッセドネス人

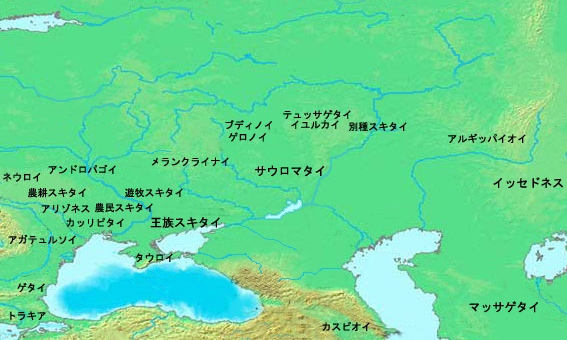
紀元前6世紀の諸民族とイッセドネス人の位置。

イッセドネス人（イッセドネスじん、古代ギリシア語: Εσσηδονες）は、古代ギリシャ時代にもっとも東に住む民族とされた遊牧民。その居住地は中央アジアのカザフステップだと思われる。エッセドネス族とも表記される。

## 歴史
イッセドネス人について最も古く書かれているのはアリステアスの叙事詩『アリマスペア（アリマスポイ物語）』であり、そのことがヘロドトスの『ヒストリアイ（歴史）』に記されている。
アリステアス自身、イッセドネス人の国より向こうには行ってはおらず、アリマスポイ人以降の民族については彼の伝聞にすぎない。とヘロドトスは記しており、続いてヘロドトスは『歴史』において自身の伝聞を挙げている。

## 習俗
ある家の父親が死亡すると、親戚縁者が次々と家畜を携えて集まり、これを屠って肉を刻み、さらにこれと一緒に死亡した父親の肉も刻んで混ぜ合わせ、料理にして宴会を催す。死者の頭は毛を剃ってきれいに洗った後、金をかぶせて礼拝物のように扱い、毎年盛大に生贄を捧げて祀る。また、女子も男子も平等の権利を持っている。
このことについて、ヘロドトスは「人肉を食すというのはともかく、子が父に礼を尽くすことについては正邪の理（ことわり）を弁えた立派な民族」と評している。
ポンポニウス・メラの『世界地理』によると、「イッセドネス人は親の葬儀で喜びを表し、集まって祝祭を催す。そして故人の遺体を引き裂いて家畜の胎児のミンチと混ぜ合わせ、宴に来た人々にふるまい、食べつくす。頭蓋骨は磨き上げて黄金を巻き、杯に使う。これらの行事はイッセドネス人における最も深く親に尽くす義務行為である。」という。

## 参考資料
- （ヘロドトス『歴史』）訳：松平千秋『ヘロドトス』（筑摩書房、1988年、ISBN 4480203109）
- 飯尾都人『ディオドロス 神代地誌』（龍溪書舎、1999年、ISBN 4844784722）